# Churni
La rivière Churni est un cours d'eau coulant dans l'État indien du Bengale-Occidental, et un défluent de la Mathabhanga, elle-même défluent de la Padma. Elle se jette dans le Hooghly, un sous-affluent du fleuve le Gange.

## Géographie
D'une longueur de 56 km.

## Hydrologie
Son régime hydrologique est dit pluvial tropical à moussons.